# Lopo do Nascimento

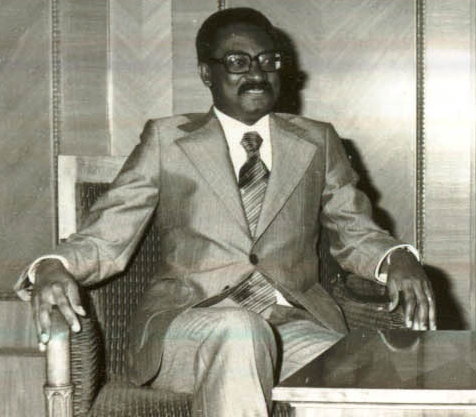
Lopo do Nascimento (1978)

Lopo Fortunato Ferreira do Nascimento  (* 10. Juni 1942 in Kuanzo) war vom 11. November 1975 bis zum 9. Dezember 1978 erster Premierminister Angolas nach dessen Unabhängigkeit.
Im Jahr 2008 wurde er in die Nationalversammlung von Angola gewählt. Im Januar 2013 erklärte er seinen Rücktritt von der aktiven Politik.